# Getamedż
Getamedż – wieś w Armenii, w prowincji Kotajk. W 2011 roku liczyła 698 mieszkańców.